# Masayoshi Ōhira
Masayoshi Ōhira (大平 正芳, Ōhira Masayoshi) est un homme d'État japonais né le 12 mars 1910 à Kan'onji dans la préfecture de Kagawa et mort le 12 juin 1980 à Tokyo.

## Biographie
Membre du Parti libéral-démocrate (PLD), Masayoshi Ōhira est le 43e Premier ministre du Japon, du 7 décembre 1978 à sa mort le 12 juin 1980, d'une crise cardiaque.
Le 22 juin 1980, la campagne pour les élections sénatoriales et législatives est particulièrement tendue pour la droite japonaise, à tel point que Masayoshi Ōhira en est mort d'angoisse. Son décès engendre un consensus politique et permet au PLD de remporter les deux scrutins.
Après Hara Takashi, Shigeru Yoshida et Tetsu Katayama, il est le quatrième chef de gouvernement japonais de confession catholique romaine, et le sixième chrétien.
Son épouse est décédée en 1990.